# Sère-Rustaing
Sère-Rustaing é uma comuna francesa na região administrativa de Occitânia, no departamento dos Altos Pirenéus. Estende-se por uma área de 5,29 km². Em 2010 a comuna tinha 130 habitantes (densidade: 24,6 hab./km²).